# Међународни стадион Халифа
Међународни стадион Халифа (арап. ملعب خليفة الدولي), такође познат као Национални стадион, је вишенаменски стадион у Дохи, у Катару, као део комплекса Доха Спорт Сити, који такође укључује Академију Аспајер,, Хамад Акватик Центеар и Торањ Аспајер. Име је добио по Халифи бин Хамаду Ал Танију, бившем катарском емиру. На овом стадиону одржано је финале АФЦ азијског купа 2011. Године 2017. добио је оцену од четири звездице од Глобалног система за процену одрживости (ГСАС), што је први у свету коме је додељена ова оцена. Стадион запошљава око 30.000 радника.

## Историја
Стадион је отворен 1976. Године 1992. године стадион је био домаћин свих 15 утакмица 11. Купа Залива, који је Катар освојио по први пут. Реновиран је и проширен 2005. године, пре Азијских игара 2006. године, да би повећао свој капацитет са првобитних 20.000 на 40.000 места. Западну страну стадиона покрива кров. На источној страни налази се велики лук, који је коришћен као платформа за лансирање ватромета током церемоније отварања Азијских игара 2006. године.
Пре реновирања 2005. године, стадион је коришћен углавном за фудбалске утакмице савеза, али је опремљен и за многе друге спортове. Од 1997. године стадион је домаћин годишњег такмичења Дијамантске лиге у Дохи (раније познато под другим именима) у атлетици. У питању је матични стадион фудбалске репрезентације Катара. Стадион је био домаћин 6 утакмица Пан арапских игара 2011: све утакмице репрезентације Катара у групној фази, као и четвртфинале, полуфинале и финале турнира.
Након још једног реновирања, стадион је поново отворен у мају 2017. Стадион је био место одржавања Светског првенства у атлетици 2019. у септембру и октобру те године.
Датума 17. децембра 2019. стадион је био предвиђено за одигравање две утакмице ФИФА Светског клупског првенства 2019: меч за пето место и полуфинале између шампиона Копа либертадорес и победника трећег меча.На стадиону се играло финале, а Ливерпул је победио Фламенго са 1 : 0 и постао светски шампион. Након одлуке да 2022. буде домаћин Светског првенства у фудбалу у Катару 2022. године, планирано је да се капацитет стадиона повећа на 68.000, али је тај план касније ревидиран.

## Изградња за СП у Катару
Међународни стадион Калифа је један од осам стадиона који су преуређени за ФИФА Светско првенство у Катару 2022. и први је стадион који је завршен.
Истрага Гардијана из 2021. године открила је да је преко 6500 радника миграната из Бангладеша, Индије, Пакистана, Непала и Шри Ланке умрло између 2010. и 2020. током изградње стадиона за Светско првенство у Катару.

## Спортски догађаји
- Домаћин 17. Купа персијског залива
- Домаћин Азијских игара 2006
- Домаћин АФЦ азијског купа 2011. за мечеве Групе А, четвртфинале, полуфинале и финале
- Домаћин Пан арапских игара 2011
- Домаћин Светског првенства у атлетици 2019
- Домаћин 24. Купа Персијског залива
- Домаћин је пет утакмица на ФИФА Светском клупском првенству 2019, укључујући финале
- Домаћин Светског првенства у фудбалу 2022.

## Недавни резултати турнира

### АФЦ куп Азије 2011
| Датум            | време (КСТ) | Тим #1     | Резултат | Тим #2     | Роунд        |
| ---------------- | ----------- | ---------- | -------- | ---------- | ------------ |
| 7. јануара 2011  | 19:15       | Катар      | 0 : 2    | Узбекистан | Група А      |
| 12. јануара 2011 | 19:15       | Кина       | 0 : 2    | Катар      | Група А      |
| 16. јануара 2011 | 19:15       | Катар      | 3 : 0    | Кувајт     | Група А      |
| 21. јануара 2011 | 19:25       | Узбекистан | 2 : 1    | Јордан     | Четвртфинале |
| 25. јануара 2011 | 19:25       | Узбекистан | 0 : 6    | Аустралија | Полуфинале   |
| 29. јануара 2011 | 18:00       | Аустралија | 0 : 1    | Јапан      | Финале       |

### 24. Куп Арабијског залива
| Датум             | Време (АСТ) | Тим #1 | Резултат | Тим #2  | Рунда   | Број гледалаца |
| ----------------- | ----------- | ------ | -------- | ------- | ------- | -------------- |
| 26. новембар 2019 | 19:30       | Катар  | 1 : 2    | Ирак    | Група А | 37.890         |
| 29. новембар 2019 | 17:30       | УАЕ    | 0 : 2    | Ирак    | Група А | 17.437         |
| 29. новембар 2019 | 19:30       | Јемен  | 0 : 6    | Катар   | Група А | 26.392         |
| 2. децембар 2019  | 17:30       | Катар  | 4 : 2    | УАЕ     | Група А |                |
| 2. децембар 2019  | 20:00       | Кувајт | 2 : 4    | Бахреин | Група Б |                |

### ФИФА Светско клупско првенство 2019
| Датум             | време (АСТ) | Тим #1   | Резултат | Тим #2   | Рунда           | Број гледалаца |
| ----------------- | ----------- | -------- | -------- | -------- | --------------- | -------------- |
| 17. децембар 2019 | 17:30       | Ал-Сад   | 2 : 6    | ЕС Тунис | Финале 5. места | 15.037         |
| 17. децембар 2019 | 20:30       | Фламенго | 3 : 1    | Ал Хилал | Полуфинале      | 21.588         |
| 18. децембар 2019 | 20:30       | Монтереј | 1 : 2    | Ливерпул | Полуфинале      | 45.416         |
| 21. децембар 2019 | 17:30       | Монтереј | 2 : 2    | Ал Хилал | Финале 3. места | 19.318         |
| 21. децембар 2019 | 20:30       | Ливерпул | 1 : 0    | Фламенго | Коначни         | 45.416         |

### Светско првенство у фудбалу 2022
Међународни стадион Калифа биће домаћин осам утакмица током Светског првенства у фудбалу 2022.
| Датум             | време (КСТ) | Тим #1    | Резултат | Тим #2           | Рунда                   | Број гледалаца |
| ----------------- | ----------- | --------- | -------- | ---------------- | ----------------------- | -------------- |
| 21. новембар 2022 | 16:00       | Енглеска  | 6 : 2    | Иран             | Група Б                 | 45.334         |
| 23. новембар 2022 | 16:00       | Немачка   | 1 : 2    | Јапан            | Група Е                 | 42.608         |
| 25. новембар 2022 | 19:00       | Холандија | 1 : 1    | Еквадор          | Група А                 | 44.833         |
| 27. новембар 2022 | 19:00       | Хрватска  | 4 : 1    | Канада           | Група Ф                 | 44.374         |
| 29. новембар 2022 | 18:00       | Еквадор   | 1 : 2    | Сенегал          | Група А                 | 44.569         |
| 1. децембар 2022  | 22:00       | Јапан     | 2 : 1    | Шпанија          | Група Е                 | 44.851         |
| 3. децембар 2022  | 18:00       | Холандија | 3 : 1    | Сједињене Државе | Осмина финала           | 44.846         |
| 17. децембар 2022 | 18:00       | Хрватска  | 2 : 1    | Мароко           | Утакмица за треће место | 44.137         |

## Међународне утакмице

### Пријатељски
| Датум              | време (КСТ) | Тим #1  | Резултат | Тим #2    |
| ------------------ | ----------- | ------- | -------- | --------- |
| 14. новембар 2009  | 19:15       | Бразил  | 1 : 0    | Енглеска  |
| 17. новембар 2010  | 19:15       | Бразил  | 0 : 1    | Аргентина |
| 18. новембар 2010  | 18:00       | Катар   | 0 : 1    | Хаити     |
| 16. децембар 2010  | 18:00       | Катар   | 2 : 1    | Египат    |
| 22. децембар 2010  | 16:00       | Катар   | 2 : 0    | Естонија  |
| 28. децембар 2010  | 19:15       | Катар   | 0 : 0    | Иран      |
| 6. фебруар 2013    | 21:00       | Шпанија | 3 : 1    | Уругвај   |
| 7. септембар 2018  | 19:00       | Катар   | 1 : 0    | Кина      |
| 11. септембар 2018 | 19:00       | Катар   | 3 : 0    | Палестина |
| 31. децембар 2018  | 20:00       | Катар   | 1 : 2    | Иран      |